# مايك غراي (لاعب كرة قدم كندية)
مايك غراي (بالإنجليزية: Mike Gray)‏ هو لاعب كرة قدم كندية أمريكي، ولد في 11 فبراير 1960 في بالتيمور في الولايات المتحدة.